# باكستان في الألعاب الأولمبية
باكستان في الألعاب الأولمبية وهي الألعاب التي يقوم إتحاد باكستان الأولمبي بالإشراف في شؤون مشاركة باكستان فيها، عندما كانت تحت كانت باكستان تشارك سابقاً كجزء من فريق الهند البريطانية، وشاركت أول مرة كدولة مستقلة في الألعاب الأولمبية الصيفية 1948 في لندن عاصمة بريطانيا وأول ميدالية فازت بها كانت في دورة 1956 في ملبورن في أستراليا ،فازت باكستان بمشاركاتها في الألعاب الأولمبية الصيفية بمجموع 10 ميداليات 3 ذهبية و3 فضية و4 برونزية، معظم ميداليات الهند التي فازت بها كانت برياضة هوكي الحقل للرجال، حيث يعدّ منتخب باكستان لهوكي الحقل للرجال من أقوى المنتخبات في هذه الرياضة.